# Fedderingen
Fedderingen là một đô thị thuộc huyện Dithmarschen, trong bang Schleswig-Holstein, nước Đức. Đô thị Fedderingen có diện tích 9,69 km², dân số thời điểm 31 tháng 12 năm 2006 là 278 người.